# Metropolitan PGA Championship
Het Metropolitan PGA Championship is een jaarlijks golftoernooi in de Verenigde Staten en maakte deel uit van de Amerikaanse PGA Tour, van 1924 tot 1936. Het toernooi vindt telkens plaats op verschillende golfbanen in en rond de stad New York en wordt georganiseerd door de "Metropolitan Professional Golf Association".

## Winnaars
| - 1924: Walter Hagen - 1926: Joe Turnesa - 1927: Gene Sarazen - 1928: Gene Sarazen - 1929: Walter Kozak - 1930: Joe Turnesa - 1931: Paul Runyan - 1932: Willie Klein - 1933: Walter Scheiber - 1934: Leo Mallory - 1935: Paul Runyan - 1936: Paul Runyan - 1937: Herman Barron - 1938: Al Brosch - 1939: Gene Sarazen - 1940: Jimmy Hines - 1941: Al Brosch - 1942: Craig Wood - 1943: Geen toernooi vanwege WO II - 1944: Willie Goggin - 1945: Clarence Doser - 1946: Claude Harmon - 1947: Al Brosch - 1948: Clarence Doser - 1949: Mike Turnesa - 1950: Al Brosch - 1951: Claude Harmon - 1952: Al Brosch - 1953: Clarence Doser - 1954: Steve Doctor - 1955: Harry Cooper - 1956: Bill Collins - 1957: Doug Ford - 1958: Doug Ford | - 1959: Al Brosch - 1960: Doug Ford - 1961: Ed Merrins - 1962: Dave Marr - 1963: Doug Ford - 1964: Billy Farrell - 1965: Jerry Pittman - 1966: Mike Krak - 1967: Terry Wilcox - 1968: Mike Krak - 1969: Craig Shankland - 1970: Gene Borek - 1971: Tom Nieporte - 1972: Jimmy Wright - 1973: Gene Borek - 1974: Jimmy Wright - 1975: Bill Collins - 1976: Jimmy Wright - 1977: Gene Borek - 1978: Austin Straub - 1979: Jeff Steinberg - 1980: Jimmy Wright - 1981: Jim Albus - 1982: Jim Albus - 1983: Ed Sabo - 1984: Kevin Morris - 1985: Don Reese - 1986: Don Reese - 1987: Rick Vershure - 1988: Rick Meskell - 1989: Mel Baum - 1990: Mel Baum - 1991: Ron McDougal - 1992: Mark Mielke | - 1993: Rick Vershure - 1994: Darrell Kestner - 1995: Darrell Kestner - 1996: Bruce Zabriski - 1997: Darrell Kestner - 1998: Carl Alexander - 1999: Jay McWilliams - 2000: Rick Hartmann - 2001: Mark Mielke - 2002: Charlie Bolling - 2003: Darrell Kestner - 2004: Darrell Kestner - 2005: Mark Brown - 2006: Ron Philo Jr. - 2007: Tony DeMaria - 2008: Colin Amaral - 2009: Frank Bensel - 2010: Mark Brown - 2011: Danny Balin - 2012: Danny Balin - 2013: Danny Balin |